# Elevação biológica
Elevação biológica é o conceito, comum na ficção científica, de uma espécie senciente, usando de técnicas de evolução forçada ou engenharia genética, dotar uma espécie não senciente de inteligência.
Uma das obras de ficção científica que tratou deste tema foi O Planeta dos Macacos. Nesta série, macacos antropoides foram elevados e passaram a ter inteligência comparável à humana. De acordo com David Brin, os vários exemplos de elevação na ficção científica - O Planeta dos Macacos de Pierre Boulle ou The Food of the Gods e The Island of Dr. Moreau de H. G. Wells - tratavam a elevação como uma obra de algum cientista louco, cujas criaturas eram oprimidas e tratadas como escravas; em sua série Elevação, o programa é realizado com boas intensões, com o objetivo de tornar as criaturas nossas companheiras, pessoas interessantes e, de certa forma, até mesmo melhor que nós.
De certa forma, a elevação de não-humanos pode ser comparada, eticamente, à elevação cultural, o fenômeno que ocorre quando uma civilização tecnologicamente mais avançada encontra uma civilização mais primitiva. A questão é controversa: assim como Kyle Munkittrik e George Dvorsky são favoráveis a este procedimento, Paul Raven e Dale Carrico são contrários.